# Karel Hugo Hilar
Karel Hugo Hilar, właściwie  Karel Hugo Bakule, (ur. 5 listopada 1885 w Sudoměřicach u Bechyně, zm. 6 marca 1935 w Pradze), czeski reżyser, publicysta, poeta i dramatopisarz.

## Biogram
Po ukończeniu studiów filologii klasycznej na Uniwersytecie Karola działał z 1913 r. w Teatru Miejskim na Vinohradach Królewskich, który z 1919 r. zamienił na wyłącznie dramatyczną czołową praską scenę.
W latach 1921-35 szef dramatyczny Teatru Narodowego, gdzie nawiązywał do ekspresjonizmu niemieckiego i przeprowadzał plan nowoczesnej reżyserii oryginalnej. Usiłował tworzyć precyzyjną koncepcję sceniczną, która się miała odznaczać połączeniem dynamizmu i jasnowidzenia, skłonnością ke skróceniu, przesadzie i grotesce.
Autor książek Divadelní promenády (1915), Boje proti včerejšku (1915-25) i Pražská dramaturgie (1930).

## Z reżyseryj teatralnych
- Lekarz mimo woli (Molier, 1921)
- Królowa Krystyna (A. Strindberg, 1922)
- Ze života hmyzu (K. i J. Čapkowie, 1922)
- Romeo i Julia (W. Shakespeare, 1924)
- Hamlet (W. Shakespeare, 1926)
- Król Lear (W. Shakespeare, 1929)
- Faust (J. W. von Goethe, 1928)
- Nowy Amfitryon (J. Giraudoux, 1931)
- Ożenek (M. Gogol, 1932)
- Król Oidipus (Sofokles, 1932)
- Maryša (A. i V. Mrštíkowie, 1933)